# De Centrale (Gent)

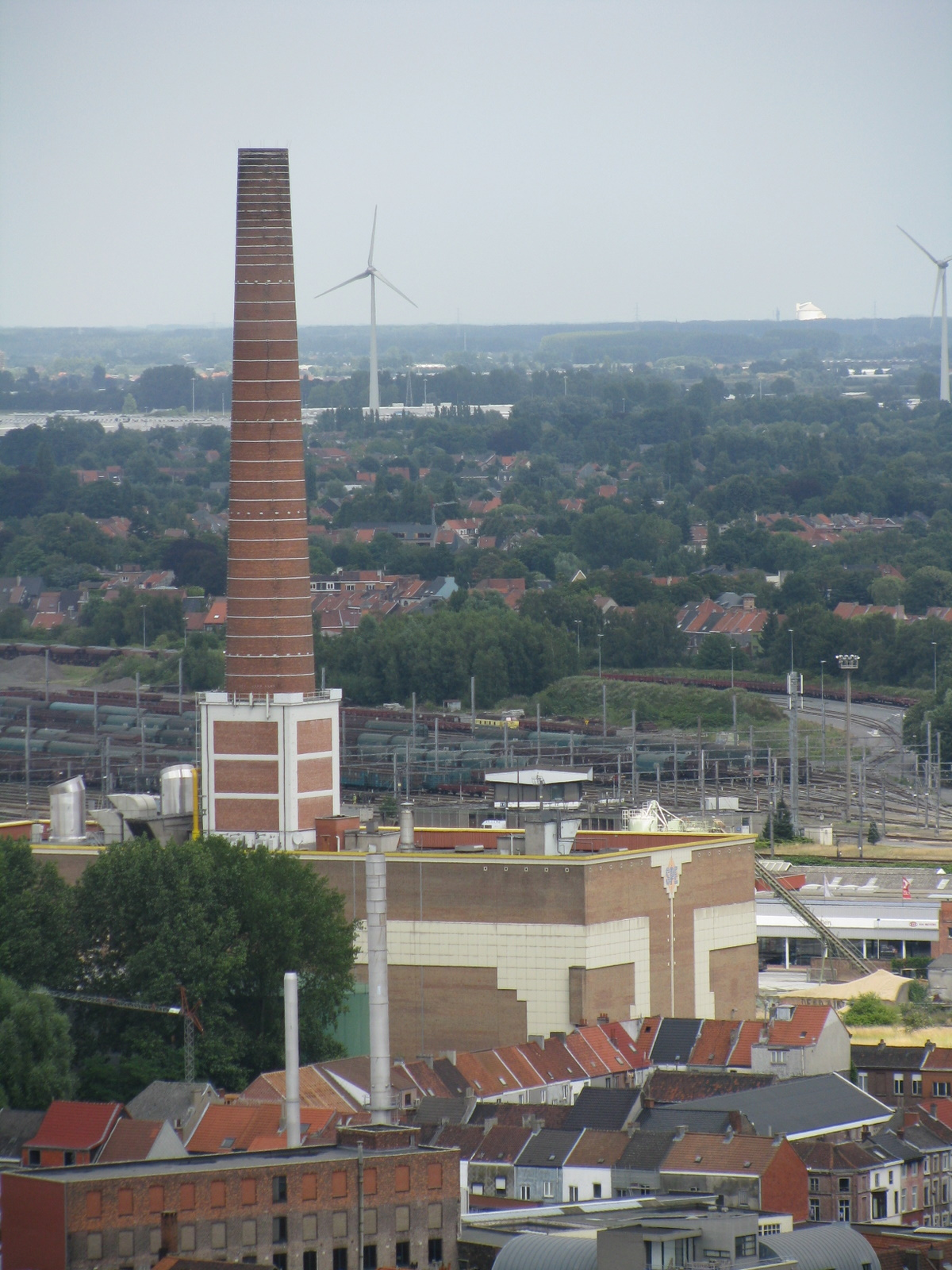
Zicht op De Centrale vanop de Sint-Baafskathedraal

De Centrale is een intercultureel centrum in de Belgische stad Gent, dat is gevestigd in een voormalige elektriciteitscentrale.

## Geschiedenis
In 1924 besloot het stadsbestuur van Gent een elektrische kolencentrale te bouwen. In 1926 werd deze in gebruik genomen.
Een gedeelte van de warmteproductie werd vanaf 1958 via stoom ook gebruikt voor verwarming van huizen. Sinds de jaren 80 was de turbinezaal in onbruik geraakt en eind 20e eeuw werd ze ingericht tot intercultureel centrum. Opvallend is de grote schoorsteen die op veel plaatsen in Gent goed zichtbaar is.

## EDF Luminus
Op de site heeft EDF Luminus drie gaseenheden geïnstalleerd (Gent-Ham):
- 1993: een kleine STEG-centrale met warmtekrachtkoppeling, die gebruikt wordt voor een stedelijk warmtenet (52 MWe)
- 2006: twee piekeenheden op aardgas van elk 58 MWe.